# Berothella
Berothella är ett släkte av insekter. Berothella ingår i familjen Dilaridae.
Kladogram enligt Catalogue of Life:
| Berothella | \| \| Berothella phantoma \| \| \| \| \| \| Berothella pretiosa \| \| \| \| |
|            | \| \| Berothella phantoma \| \| \| \| \| \| Berothella pretiosa \| \| \| \| |
|            | Dilar                                                                       |
|            |                                                                             |
|            | Nallachius                                                                  |
|            |                                                                             |
|            | Neonallachius                                                               |
|            |                                                                             |
|            | Berothella phantoma                                                         |
|            |                                                                             |
|            | Berothella pretiosa                                                         |
|            |                                                                             |

|  | Berothella phantoma |
|  |                     |
|  | Berothella pretiosa |
|  |                     |